# Saint-Sauveur (Dordogne)
Saint-Sauveur (lokal auch Saint-Sauveur-de-Bergerac genannt) ist eine französische Gemeinde mit 855 Einwohnern (Stand 1. Januar 2022) im Département Dordogne in der Region Nouvelle-Aquitaine (vor 2016: Aquitanien). Die Gemeinde gehört zum Arrondissement Bergerac und zum Kanton Bergerac-2.
Der Name in der okzitanischen Sprache lautet Sent Salvador und leitet sich von Salvator mundi, dem Ehrentitel Jesu Christi, ab.
Die Einwohner werden Salvadoriens und Salvadoriennes genannt.

## Geographie
Saint-Sauveur liegt ca. sieben Kilometer östlich von Bergerac in dessen Einzugsbereich (Aire urbaine) im Gebiet Bergeracois der historischen Provinz Périgord.
Die Gemeinde liegt in einem waldreichen Gebiet. Circa 60 % der landwirtschaftlichen Fläche ist mit Wald bedeckt, der Rest mit Weinbergen.
Umgeben wird Saint-Sauveur von den fünf Nachbargemeinden:
| Lembras | Lamonzie-Montastruc                         | Liorac-sur-Louyre |
|         | Kompassrose, die auf Nachbargemeinden zeigt |                   |
| Creysse |                                             | Mouleydier        |

Saint-Sauveur liegt im Einzugsgebiet des Flusses Dordogne. Der Caudeau, einer seiner rechten Nebenflüsse, markiert einen Abschnitt der Grenze zur nördlichen Nachbargemeinde Lamonzie-Montastruc.
Die Gemeinde erhielt die Auszeichnung „Eine Blume“, die vom Conseil national des villes et villages fleuris (CNVVF) im Rahmen des jährlichen Wettbewerbs der blumengeschmückten Städte und Ortschaften verliehen wird.

## Wappen
Das Wappen ist von der Gemeinde am 26. Februar 1993 angenommen worden und lässt sich folgendermaßen interpretieren: Das Wappen in der linken (heraldisch rechten) oberen Ecke zeigt das Symbol einer Burg oder eines Schlosses und repräsentiert das Schloss Grateloup, das sich auf dem Gemeindegebiet befindet. Die Farben gold und blau darunter sind die des Philosophen Maine de Biran, der im Schloss Grateloup lebte. Die rechte (heraldisch linke) obere Ecke zeigt das Tolosanerkreuz. Darunter ist die  Coulobre zu sehen, eine Art Drachen, der der Legende nach vom heiligen Fronto von Périgueux niedergeschlagen wurde.

## Einwohnerentwicklung
Nach Beginn der Aufzeichnungen stieg die Einwohnerzahl in der Mitte des 19. Jahrhunderts auf einen ersten Höchststand von 460. In der Folgezeit sank die Größe der Gemeinde bei kurzen Erholungsphasen bis zu den 1920er Jahren auf rund 250 Einwohner, bevor eine Phase mit zeitweise kräftigem Wachstum einsetzte, die heute noch anhält.
| Jahr      | 1962 | 1968 | 1975 | 1982 | 1990 | 1999 | 2006 | 2011 | 2022 |
| --------- | ---- | ---- | ---- | ---- | ---- | ---- | ---- | ---- | ---- |
| Einwohner | 284  | 334  | 420  | 529  | 605  | 606  | 733  | 789  | 855  |

## Sehenswürdigkeiten
- Pfarrkirche La Transfiguration de Notre Dame du Seigneur, teilweise Neubau aus dem 19. Jahrhundert mit dem Grab des Philosophen Maine de Biran
- Schloss Grateloup aus dem 18. Jahrhundert, teilweise als Monument historique eingeschrieben
- Schloss Biran aus dem 17. Jahrhundert
- Herrenhaus Les Bourdies, eine Chartreuse aus dem 15. Jahrhundert

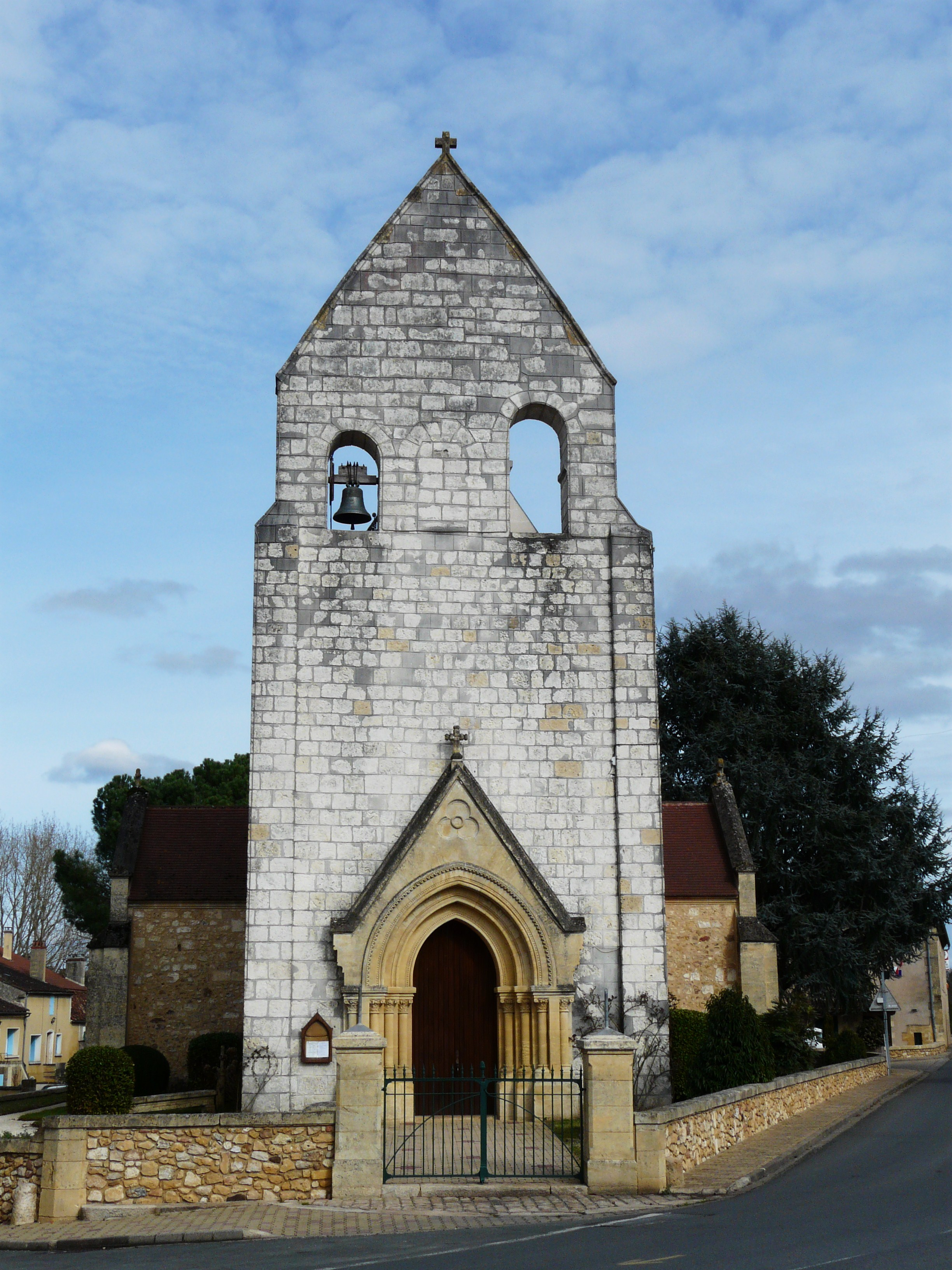
Pfarrkirche La Transfiguration de Notre Dame du Seigneur
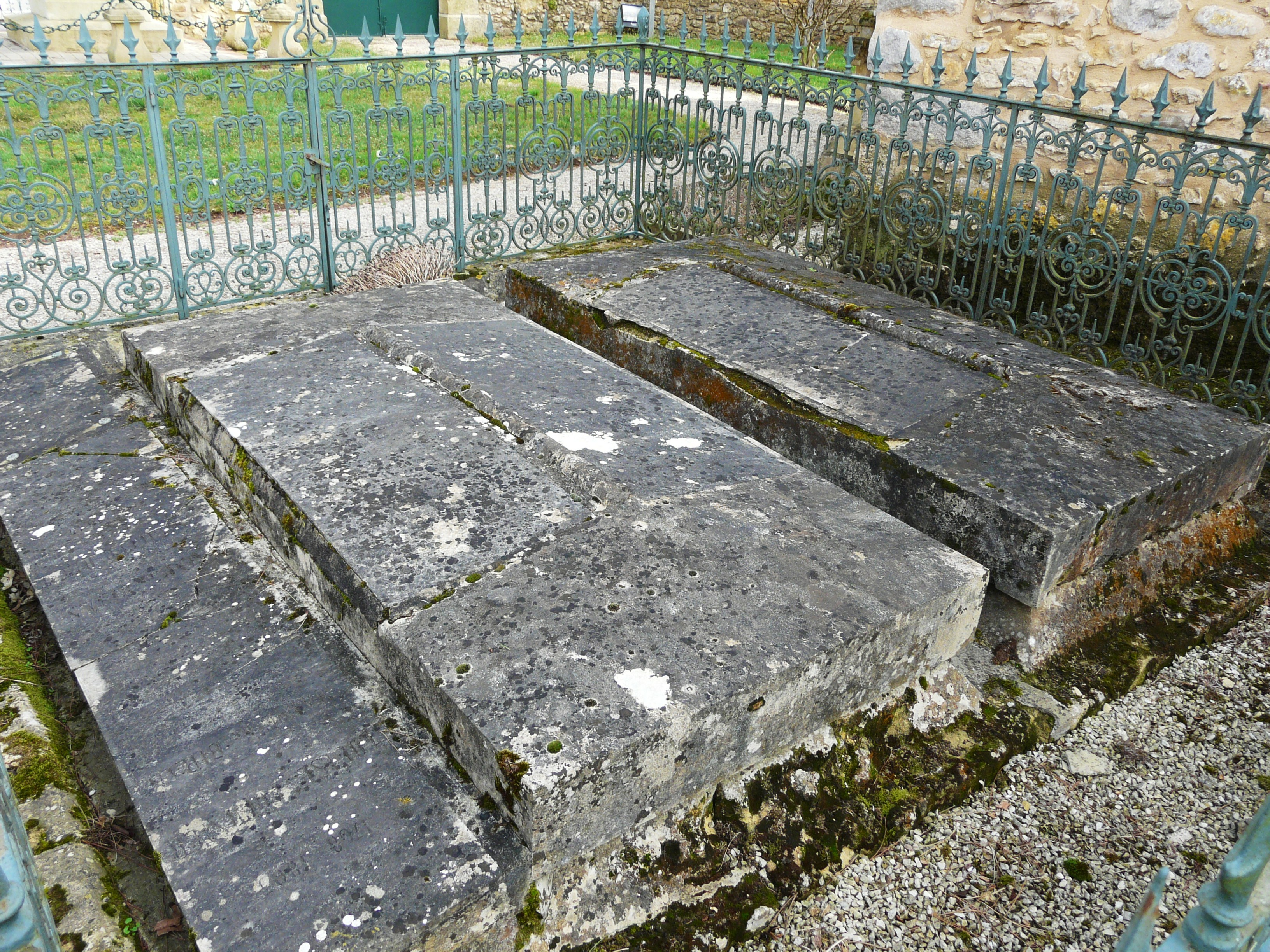
Gräber der Familie von Maine de Biran neben der Kirche
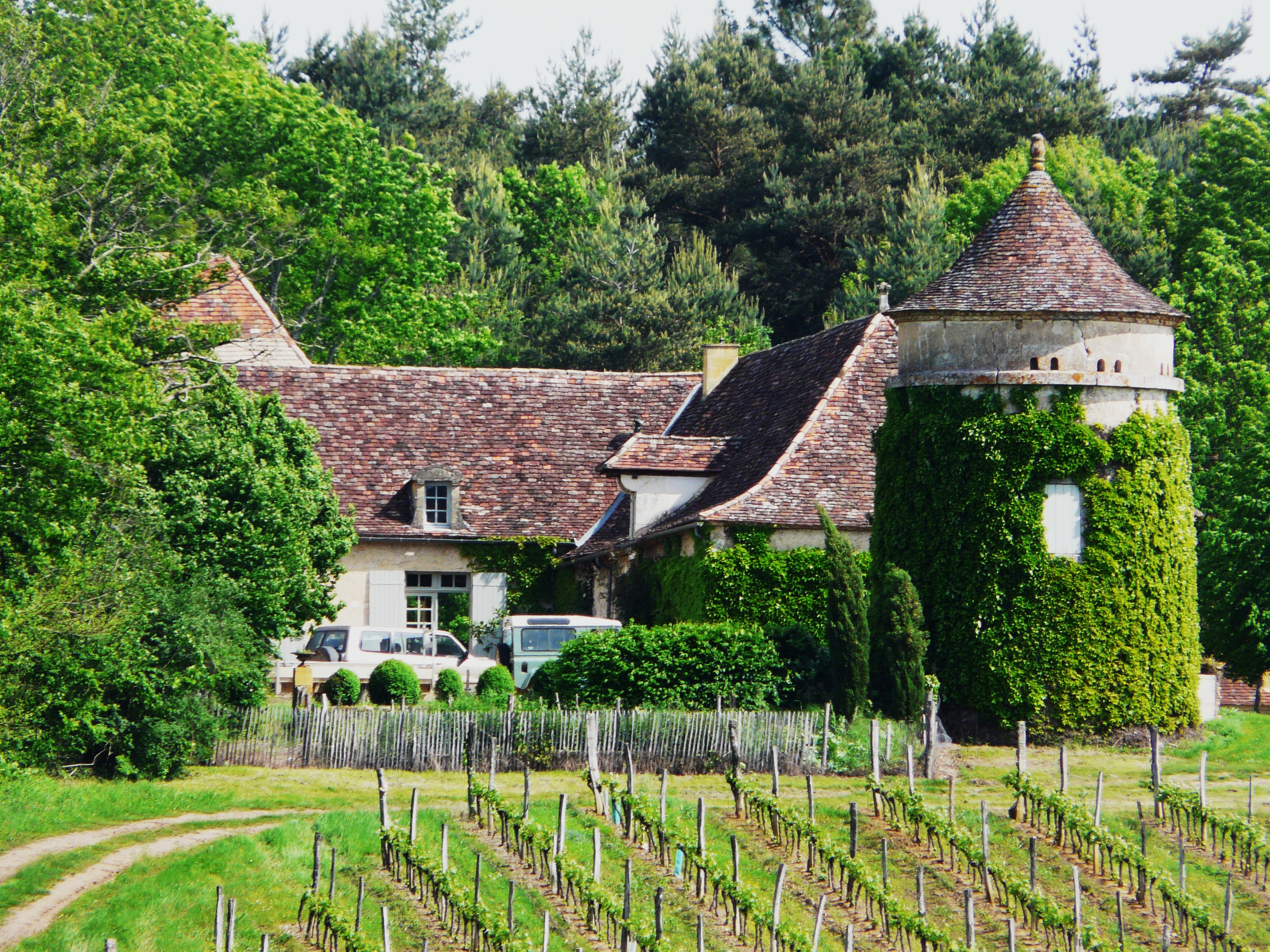
Herrenhaus Les Bourdies

## Wirtschaft und Infrastruktur

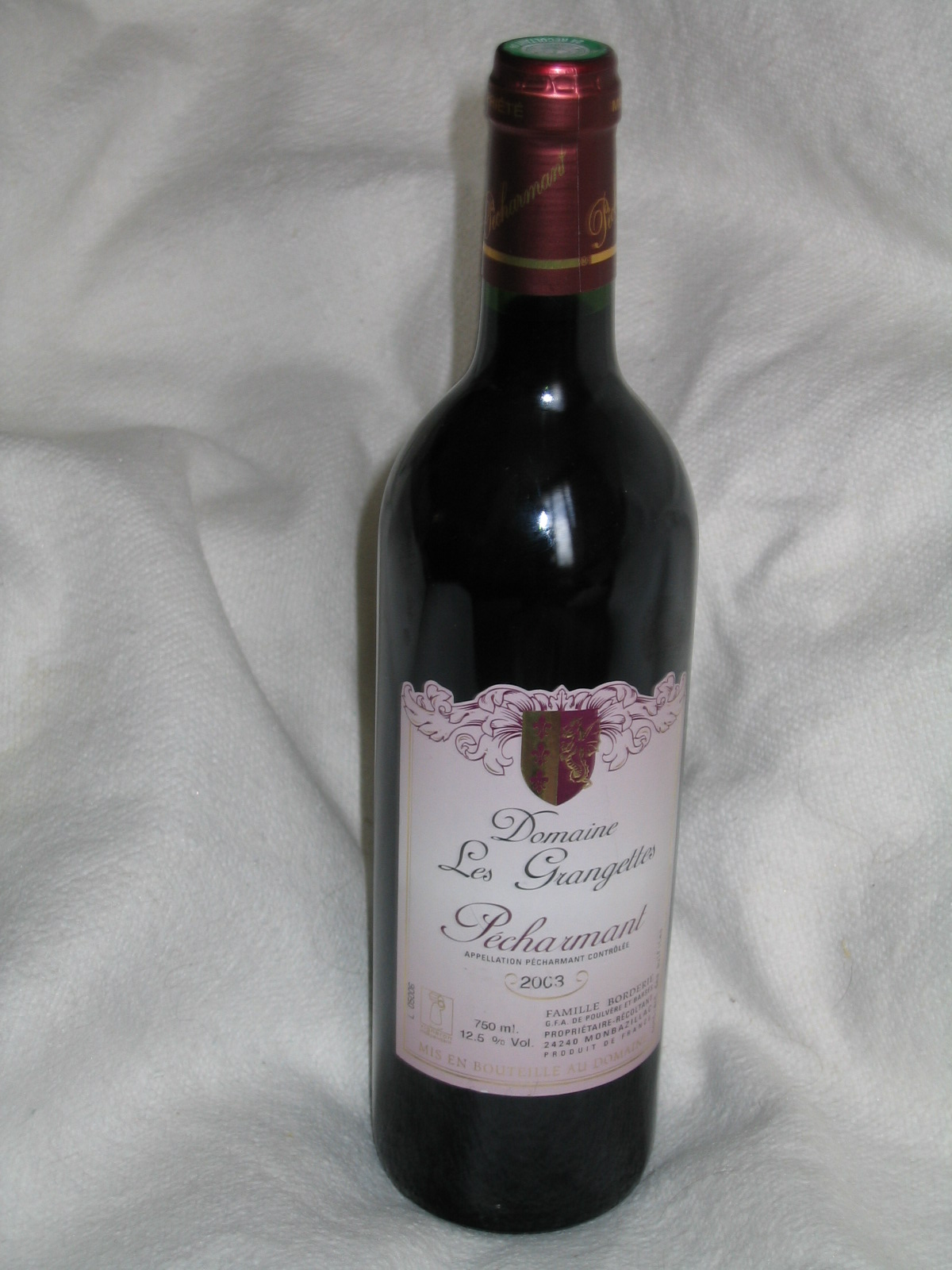
Flasche mit Wein der AOC Pécharmant

Die wirtschaftlichen Aktivitäten beruhen auf dem Weinbau, aber auch auf Handel und Dienstleistungen.
Saint-Sauveur liegt in den Zonen AOC des Bergerac mit den Appellationen Bergerac (blanc, rosé, rouge), Côtes de Bergerac (blanc, rouge) und des Pécharmant.

### Bildung
Die Gemeinde verfügt über eine öffentliche Vor- und Grundschule mit 43 Schülern im Schuljahr 2018/2019.

### Verkehr
Saint-Sauveur ist erreichbar über die Routes départementales 21, 21E1 und 32.

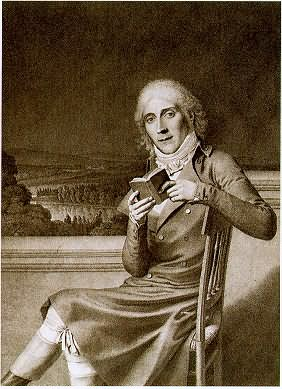
Maine de Biran

## Persönlichkeiten
- Marie François Pierre Gontier de Biran, genannt Maine de Biran, geboren am 29. November 1766 in Bergerac, gestorben am 16. Juli 1824 in Paris, war ein französischer Philosoph. Er lebte in Saint-Sauveur in seinem Schloss Grateloup, sein Grab befindet sich in Saint-Sauveur neben der Kirche.[7]

- Henri Sicard, geboren am 6. Oktober 1914 in Saint-Sauveur, gestorben am 13. Oktober 1992 in Bergerac, war ein französischer Politiker. Vom 30. November 1958 bis zum 9. Oktober 1962 war er Abgeordneter des Départements Dordogne in der Nationalversammlung.[14]